# She Who Dwells in the Secret Place of the Most High Shall Abide Under the Shadow of the Almighty
She Who Dwells in the Secret Place of the Most High Shall Abide Under the Shadow of the Almighty é a segunda compilação da cantora Sinéad O'Connor, lançada a 9 de Setembro de 2003.
É um disco duplo, no primeiro inclui faixas raras e bandas sonoras, o segundo trás faixas gravadas ao vivo.
| Críticas profissionais                                                      | Críticas profissionais |
| Avaliações da crítica                                                       | Avaliações da crítica  |
| Fonte                                                                       | Avaliação              |
| --------------------------------------------------------------------------- | ---------------------- |
| allmusic                                                                    | [ 1 ]                  |
| Esta tabela precisa de ser acompanhada por texto em prosa. Consulte o guia. |                        |

## Faixas

### Disco 1
1. "Regina Caeli" – 1:03
2. "O Filii et Filiae" – 3:14
3. "My Love I Bring" – 3:55
4. "Do Right Woman, Do Right Man" – 3:55
5. "Love Hurts" – 4:03
6. "Ain't It a Shame" – 4:31
7. "Chiquitita" – 3:50
8. "Brigidine Diana" – 4:14
9. "It's All Good" – 5:09
10. "Love Is Ours" – 4:45
11. "A Hundred Thousand Angels" – 3:20
12. "You Put Your Arms Around Me" – 4:59
13. "Emma's Song" – 4:22
14. "No Matter How Hard I Try" – 4:24
15. "Dense Water, Deeper Down" – 3:34
16. "This IS a Rebel Song" – 3:49
17. "1000 Mirrors" – 4:53
18. "Big Bunch of Junkie Lies" – 4:03
19. "Song of Jerusalem" – 5:52

### Disco 2
1. "Molly Malone" – 3:56
2. "Óro, Sé do Bheatha 'Bhaile" – 3:07
3. "The Singing Bird" – 4:25
4. "My Lagan Love" – 5:12
5. "I Am Stretched on Your Grave" – 4:43
6. "Nothing Compares 2 U" – 5:40
7. "John, I Love You" – 5:30
8. "The Moorlough Shore" – 5:41
9. "You Made Me the Thief of Your Heart" – 4:38
10. "Paddy's Lament" – 5:36
11. "Thank You for Hearing Me" – 5:12
12. "Fire on Babylon" – 7:32
13. "The Last Day of Our Acquaintance" – 5:58

## Tabelas
Álbum
| Tabela (2003)          | Posição |
| ---------------------- | ------- |
| Top Independent Albums | 36      |